# Матильда Кралик
Матильда Алоїза Кралик фон Мейрсвальден (нім. Mathilde Aloisia Kralik von Meyrswalden, 3 грудня 1857, Лінц, Верхня Австрія — 8 березня 1944, Відень) — австрійська композиторка пізнього романтичного періоду.

## Життєпис
Матильда Кралик була дочкою богемського скляного промисловця Вільгельма Кралика фон Мейрсвальдена (1807—1877). Після смерті його першої дружини Анни Марії Пінгак (1814—1850) він 28 травня 1851 року одружився з Луїзою Лобмайр (1832—1905). Матильда була четвертою з п'яти дітей від другого шлюбу. Її братом був Ріхард Кралик фон Мейрсвальден, філософ поет, історик та адміністратор мистецтв. Її батько, який отримав шляхо́тський титул від імператора Франца Йосифа, був любителем скрипки, мама грала на піаніно. Діти з дитинства, брали участь у сімейному музикуванні.
У 1870 році сім'я переїхала до Відня, де Матильда приватно навчалася у найкращих музичних педагогів Юліуса Епштайна (фортепіано) та Антона Брукнера (контрапункт). У 1876—1879 роках вона навчалася у класі Франца Кренна у Віденській консерваторії, яку закінчила з відзнакою. У цей час Матильда стала членкинею музичного гуртка, до якого входив також Густав Малер.
Не дивлячись на те, що Матильда жила в часи художнього шовінізму і всеосяжного панування чоловіків, їй вдалося завоювати репутацію піаністки та композиторки з особливими здібностями. Вона була дуже близька зі своїм старшим братом Ріхардом — поетом, філософом та істориком культури. Дуже популярними в той час були її інструментальні твори та її пісні, складені в основному на вірші брата. Музичні та літературні салони брата та сестри регулярно притягали міську інтелігенцію та художню еліту. Навіть горезвісно прискіпливий віденський критик Едуард Ганслік визнав, що Матильда є «… справжнім, оригінальним талантом, який … має великі перспективи для майбутнього».
Матильда Кралик компонувала у різних жанрах, однак найвідомішими є її невеликі твори для фортепіано та камерна музика, а також хорові твори. З більших творів відомою була її казкова опера «Квітка і біла квітка» (нім. Blume und Weiβblume), але її глибоко романтичний стиль вийшов з моди у XX столітті.
Концертна діяльність Матильди Кралик головним чином припадає на рубіж століть. 19 квітня 1894 та 1895 року у залі Йоганнеса Брамса Віденської філармонії відбулися музично-декламаційні жіночі вечори, на яких виконувалися її інструментальні та вокальні твори. 12 січня 1900 року у Золотій залі філармонії на головному в її кар'єрі духовному концерті прозвучав твір «Хрещення Христове» для солістів, хору та оркестру, що базується на вірші папи Льва XIII, а також «Різдвяна кантата» для чотирьох солістів, хору та оркестру.
Матильда Кралик була почесною головою Віденської жіночої хорової організації, членкинею Віденського товариства Баха, діячкою Австрійського союзу композиторів та Товариства письменників та художників Відня.

## Творчість
Пісні з інструментальним супроводом
- Осіннє почуття, текст Дж. В. Гете, 1892
- Фантазія мі-мінор (голос, фортепіано, скрипка), текст Курт Еріх Роттер, 1928

Пісні з фортепіано
- Єктенія Лорето, слова брата Ріхарда, 1898
- Розарій, слова брата Ріхарда, 1898
- Любовний міст, балада, слова брата Ріхарда, 1896
- Імператриця Зіта, текст Генріха Рітера Турзанського 1918
- Віват Австріє, текст Йозефа фон Айгендорфа, 1908
- Драгунська пісня, текст Теодор Ленсторф, 1914

Опери
- «Квітка і біла квітка», казкова опера на три дії. Текст брата Ріхарда, на основі книги Флоса Бланкенфлоса. Вистави 13 жовтня 1910 року в муніципальному театрі Гаґена / Вестфалія, а 29 жовтня 1912 року в Бельсько-Бяла в Сілезії.
- «Під липовим деревом», одноактова лірична опера. Текст брата Ріхарда. Опера не була невиконаною.
- «Святий Грааль», музика на три дії до драматичної поезії брата Ріхарда. Прем'єра 1912 року

Ораторії
- «Зеле́на неді́ля» (Pfingsfeier), літургійна ораторія. Текст П. В. Шмідта, 1925/26
- «Святий Леопольд», текст брата Ріхарда. Прем'єра 10 грудня 1933 року в Клостернойбурзі, (Stiftskeller Hall)

Оркестрові роботи
- Святкова увертюра, соль-мажор, січень 1897
- Святкова увертюра Карла Великого у Відні, черевнь 1906
- Концерт для скрипки, ре мінор (перша частина 1937 року, друга — грудень 1936)

Сольні твори для фортепіано
- Раунд у січні, 1882
- Фортепіанна соната, фа мінор (1-а частина, квазі-рапсодія) 1895
- Прелюдія, Пасакалія і Фугато
- Полонез
- Марш на честь Шуберта, 1928

Вокальна музика (а капела)
- Дух любові, 1903
- Наближається весна
- Пані Соловей, 1931

Камерна музика
- Соната для скрипки та фортепіано, 1878
- Тріо для фортепіано, скрипки та віолончелі, 1880
- Фантазія для фортепіано та віолончелі, 1929
- Сонет для кларнета, фагота та Валторни, 1912
- Німецькі танці з східних провінцій для двох кларнетів, віолончелі та альта, 1943